# Тур Германии 1939
8-й выпуск Тура Германии — шоссейной многодневной велогонки по дорогам Германии. Гонка проводилась с 1 по 24 июня 1939 года. Победу одержал немецкий велогонщик Георг Умбенхауэр.
За аналогией с Тур де Франс, на гонке впервые была введена жёлтая майка для обозначения лидера генеральной классификации. Кроме того, организатор гонки Герман Шварц представил горный и командный зачёты.

Постер гонки

## Участники
На старт соревнования в Берлине вышли 68 гонщиков из 12 команд, в том числе 4 иностранных. До финиша гонки доехал 41 спортсмен.

## Маршрут
Гонка состояла из 21 этапа общей протяженностью 5049,6 километра, что делало её самой длинной велогонкой среди всех проводившихся в 1939 году, включая Тур де Франс и Джиро д'Италия. Таким образом, организаторы, в условиях нацистской диктатуры, хотели продемонстрировать размеры Третьего Рейха, к которому, в частности, в 1938 году была присоединена Австрия, по территории которой прошли несколько этапов гонки.
| Этап | Дата    | Маршрут                          | type        | Длина (км) | Победитель       | Лидер генеральной классификации |
| ---- | ------- | -------------------------------- | ----------- | ---------- | ---------------- | ------------------------------- |
| 1    | 1 июн   | Берлин – Штеттин                 |             | 252,5      | Геррит Шульте    | Геррит Шульте                   |
| 2    | 2 июн   | Штеттин – Котбус                 |             | 241,2      | Геррит Шульте    | Геррит Шульте                   |
| 3    | 3 июн   | Котбус – Бреслау                 |             | 246,6      | Эрих Бауц        | Херман Зибельхофф               |
| 4    | 4 июн   | Бреслау – Райхенбах              |             | 219,3      | Сильвен Грисолль | Роберт Циммерман                |
|      | 5 июня  | День отдыха                      | День отдыха |            |                  |                                 |
| 5    | 6 июн   | Райхенбах – Хемниц               |             | 210,7      | Георг Умбенхауэр | Георг Умбенхауэр                |
| 6    | 7 июн   | Хемниц – Нюрнберг                |             | 287        | Франс Списсенс   | Георг Умбенхауэр                |
| 7    | 8 июн   | Нюрнберг – Пассау                |             | 226,1      | Людвиг Гейер     | Георг Умбенхауэр                |
| 8    | 9 июн   | Пассау – Вена                    |             | 305        | Пауль Лангхоф    | Георг Умбенхауэр                |
|      | 10 июня | День отдыха                      | День отдыха |            |                  |                                 |
| 9    | 11 июн  | Вена – Грац                      |             | 197        | Херман Шильд     | Георг Умбенхауэр                |
| 10   | 12 июн  | Грац – Зальцбург                 |             | 278        | Франс Списсенс   | Георг Умбенхауэр                |
| 11   | 13 июн  | Зальцбург – Аугсбург             |             | 223,5      | Хербер Гербер    | Георг Умбенхауэр                |
| 12   | 14 июн  | Аугсбург – Зинген                |             | 250,2      | Херман Шильд     | Георг Умбенхауэр                |
| 13   | 15 июн  | Зинген – Штутгарт                |             | 251,3      | Оскар Тирбах     | Георг Умбенхауэр                |
|      | 16 июня | День отдыха                      | День отдыха |            |                  |                                 |
| 14   | 17 июн  | Штутгарт – Саарбрюккен           |             | 229,8      | Херман Шильд     | Георг Умбенхауэр                |
| 15   | 18 июн  | Саарбрюккен – Франкфурт-на-Майне |             | 263,4      | Вилли Фишер      | Георг Умбенхауэр                |
| 16   | 19 июн  | Франкфурт-на-Майне – Кёльн       |             | 254,8      | Лео Амберг       | Георг Умбенхауэр                |
| 17a  | 20 июн  | Кёльн – Дортмунд                 |             | 197,3      | Фриц Дидерихс    | Георг Умбенхауэр                |
| 17b  | 20 июн  | Дортмунд – Билефельд             |             | 140        | Сильвен Грисолль | Георг Умбенхауэр                |
|      | 21 июня | День отдыха                      | День отдыха |            |                  |                                 |
| 18   | 22 июн  | Билефельд – Ганновер             |             | 279,2      | Сильвен Грисолль | Георг Умбенхауэр                |
| 19   | 23 июн  | Ганновер – Лейпциг               |             | 275,7      | Сильвен Грисолль | Георг Умбенхауэр                |
| 20   | 24 июн  | Лейпциг – Берлин                 |             | 221        | Херман Шильд     | Георг Умбенхауэр                |

## Итоговое положение
| \| Генеральная классификация \| Генеральная классификация \| Генеральная классификация \| Генеральная классификация \| Генеральная классификация \| \| Гонщик \| Гонщик \| Команда \| Время \| \| \| ------------------------- \| ------------------------- \| ------------------------- \| ------------------------- \| ------------------------- \| \| 1-й \| Георг Умбенхауэр \| \| 149ч 33' 51 \| \| \| 2-й \| Роберт Циммерман \| \| + 9' 45 \| \| \| 3-й \| Фриц Шеллер \| \| + 13' 19 \| \| \| 4-й \| Оскар Тирбах \| \| + 13' 54 \| \| \| 5-й \| Роберт Виринкс \| \| + 13' 55 \| \| \| 6-й \| Робер Оброн \| \| + 16' 02 \| \| \| 7-й \| Хайнц Венглер \| \| + 18' 14 \| \| \| 8-й \| Арне Педерсен \| \| + 18' 17 \| \| \| 9-й \| Сильвен Грисолль \| \| + 23' 31 \| \| \| 10-й \| Франс Списсенс \| \| + 25' 41 \| \| |                  |         |             |
| |                  |         |             |
| |                  |         |             |
| Генеральная классификация |                  |         |             |
| Гонщик | Гонщик           | Команда | Время       |
| 1-й | Георг Умбенхауэр |         | 149ч 33' 51 |
| 2-й | Роберт Циммерман |         | + 9' 45     |
| 3-й | Фриц Шеллер      |         | + 13' 19    |
| 4-й | Оскар Тирбах     |         | + 13' 54    |
| 5-й | Роберт Виринкс   |         | + 13' 55    |
| 6-й | Робер Оброн      |         | + 16' 02    |
| 7-й | Хайнц Венглер    |         | + 18' 14    |
| 8-й | Арне Педерсен    |         | + 18' 17    |
| 9-й | Сильвен Грисолль |         | + 23' 31    |
| 10-й | Франс Списсенс   |         | + 25' 41    |

| Горная классификация | Горная классификация | Горная классификация | Горная классификация | Горная классификация |
| Гонщик               | Гонщик               | Команда              | Очки                 |                      |
| -------------------- | -------------------- | -------------------- | -------------------- | -------------------- |
| 1-й                  | Роберт Циммерман     |                      | 67 очков             |                      |
| 2-й                  | Георг Умбенхауэр     |                      | 56 очков             |                      |
| 3-й                  | Леон Левель          |                      | 55 очков             |                      |

| Горная классификация | Горная классификация | Горная классификация | Горная классификация | Горная классификация |
| Гонщик               | Гонщик               | Команда              | Очки                 |                      |
| -------------------- | -------------------- | -------------------- | -------------------- | -------------------- |
| 1-й                  | Роберт Циммерман     |                      | 67 очков             |                      |
| 2-й                  | Георг Умбенхауэр     |                      | 56 очков             |                      |
| 3-й                  | Леон Левель          |                      | 55 очков             |                      |

| Командная классификация по времени | Командная классификация по времени | Командная классификация по времени | Командная классификация по времени |
| Команда                            | Команда                            | Время                              |                                    |
| ---------------------------------- | ---------------------------------- | ---------------------------------- | ---------------------------------- |
| 1-й                                | Бельгия                            | 449ч 44' 40                        |                                    |
| 2-й                                | Франция                            | + 40' 32                           |                                    |
| 3-й                                | Швейцария                          | + 47' 33                           |                                    |

| Командная классификация по времени | Командная классификация по времени | Командная классификация по времени | Командная классификация по времени |
| Команда                            | Команда                            | Время                              |                                    |
| ---------------------------------- | ---------------------------------- | ---------------------------------- | ---------------------------------- |
| 1-й                                | Бельгия                            | 449ч 44' 40                        |                                    |
| 2-й                                | Франция                            | + 40' 32                           |                                    |
| 3-й                                | Швейцария                          | + 47' 33                           |                                    |